# ライブ・ヒストリー2009-2013
『ライブ・ヒストリー2009-2013』は、神聖かまってちゃん初の映像作品集である。2014年5月28日にワーナーミュージックジャパンより発売された。

## 概要
- 2009年から2013年までの5年間に撮影されたライブ映像やドキュメンタリーを収録した、神聖かまってちゃん初の映像作品集。
- 2014年元日に掲げられたマニフェストの第一弾として発売された[1]。
- Disc1には、2009年から2013年までの様々な時期、会場でのライブ映像。Disc2には舞台裏に密着したドキュメンタリー映像、Disc3には2013年11月29日に行われた、神聖かまってちゃんpresents『聖誕5周年!!熱血HipHopツアー』の東京キネマ倶楽部での追加公演の様子が収録されている[2]。
- 本来は2014年3月26日発売予定だったが、4月23日・5月28日と2度の延期を経て発売された[3]。

## 販売形態
通常盤（WPBL-90280/2）とWMD&レコモール完全限定盤（WPBL-90283/5）の2形態で発売された。
WMD&レコモール完全限定盤は
- 40P写真集
- オマケ画像入り特製USB

が付属した、豪華特殊パッケージ仕様となった。

## [Disc.1] ライブヒストリー 2009-2013収録内容
| #         | タイトル                                            | 作詞   | 作曲・編曲 | 時間 |
| --------- | --------------------------------------------------- | ------ | ---------- | ---- |
| 1.        | 「美ちなる方へ」                                    |        |            | 4:08 |
| 2.        | 「OPENING」                                         |        |            | 2:17 |
| 3.        | 「笛吹き花ちゃん」                                  |        |            | 2:55 |
| 4.        | 「学校に行きたくない & フリースタイルラップバトル」 |        |            | 6:26 |
| 5.        | 「ロックンロールは鳴り止まないっ」                  |        |            | 2:52 |
| 6.        | 「天使じゃ地上じゃちっそく死」                      |        |            | 1:59 |
| 7.        | 「怒鳴るゆめ」                                      |        |            | 2:08 |
| 8.        | 「夕方のピアノ」                                    |        |            | 7:20 |
| 9.        | 「渋谷LUSH公演ダイジェスト」                        |        |            | 3:12 |
| 10.       | 「自分らしく」                                      |        |            | 1:55 |
| 11.       | 「渋谷O-nestダイジェスト」                          |        |            | 1:24 |
| 12.       | 「黒いたまご」                                      |        |            | 3:05 |
| 13.       | 「いくつになったら」                                |        |            | 1:33 |
| 14.       | 「肉魔法」                                          |        |            | 5:19 |
| 15.       | 「夕方のピアノ」                                    |        |            | 1:40 |
| 16.       | 「スピード」                                        |        |            | 0:57 |
| 17.       | 「ベイビーレイニーデイリー」                        |        |            | 5:03 |
| 18.       | 「夜空の虫とどこまでも」                            |        |            | 1:23 |
| 19.       | 「レッツゴー武道館っ！☆」                           |        |            | 1:34 |
| 20.       | 「映画」                                            |        |            | 3:47 |
| 21.       | 「死にたい季節」                                    |        |            | 3:08 |
| 22.       | 「即興曲」                                          |        |            | 5:11 |
| 23.       | 「ゆーれいみマン」                                  |        |            | 1:43 |
| 24.       | 「ぺんてる」                                        |        |            | 5:48 |
| 25.       | 「通学LOW」                                         |        |            | 2:08 |
| 26.       | 「友達なんていらない死ね」                          |        |            | 6:43 |
| 27.       | 「僕は頑張るよっ」                                  |        |            | 4:00 |
| 28.       | 「26才の夏休み」                                    |        |            | 3:38 |
| 29.       | 「2年」                                             |        |            | 1:56 |
| 30.       | 「知恵ちゃんの聖書」                                |        |            | 1:41 |
| 31.       | 「ちりとり」                                        |        |            | 5:37 |
| 32.       | 「神様それではひどいなり」                          |        |            | 3:15 |
| 33.       | 「聖マリ」                                          |        |            | 3:57 |
| 34.       | 「熱いハートがそうさせないよ」                      |        |            | 4:24 |
| 35.       | 「夜空の虫とどこまでも」                            |        |            | 5:30 |
| 36.       | 「あるてぃめっとレイザー！」                        |        |            | 4:02 |
| 37.       | 「マイスリー全部ゆめ」                              |        |            | 7:17 |
| 38.       | 「仲間を探したい」                                  |        |            | 4:47 |
| 39.       | 「建物んちの君」                                    |        |            | 4:22 |
| 40.       | 「ベイビーレイニーデイリー」                        |        |            | 1:10 |
| 41.       | 「怒鳴るゆめ」                                      |        |            | 4:24 |
| 42.       | 「ロックンロールは鳴り止まないっ」                  |        |            | 4:46 |
| 合計時間: | 合計時間:                                           | 150:24 |            |      |

### 楽曲解説

#### OPENING～2009
1. 美ちなる方へ
2013年2月15日に行われた「～夏だ!花火だ!神聖かまってちゃんだ!～ ねこねこインターネットツアー 後夜祭」渋谷AX公演からの映像。
2. OPENING
「マイスリー全部ゆめ」のアウトロが使用されている[注釈 2]
また冒頭に使用されている、の子が「THIS IS HISTORY！！」と叫ぶ映像は、2010年9月19日に行われた「神聖かまってちゃん企画「窓辺で手紙を調弦っす。vermail」」渋谷AX公演のMCでの様子である。
3. 笛吹き花ちゃん
2009年5月27日に行われた下北沢屋根裏公演の様子。
一番のみの収録
4. 学校に行きたくない & フリースタイルラップバトル
2009年6月25日に行われた「shibuyane presents「ローファイナルファイト」」渋谷屋根裏公演の様子。
なかなかステージから退場しないの子を、ちばぎんとmonoが強制的に退場させる様子が収録されている。
両曲ともDVDでは一部がカットされているが、たけうちんぐの公式YouTubeではフルバージョンを視聴することができる[LIVE映像 1][LIVE映像 2]。
5. ロックンロールは鳴り止まないっ
2009年8月7日に行われた「SUMMER SONIC 2009『出れんの！?サマソニ！?』」の様子。
6. 天使じゃ地上じゃちっそく死 
2009年9月21日に行われた「ツジマリコpresents「チーム変態」」東高円寺U.F.O.CLUB公演の様子。
曲の後半はカットされ、「ロックンロールは鳴り止まないっ」のアウトロにて、の子が流血により怖がらせてしまった観客に対して謝罪する様子が収録されている。
7. 怒鳴るゆめ
2009年10月24日に行われた「裏Beat Happening！Secret Happening Party！」渋谷LUSH公演の様子。
途中、渋谷duo music exchangeで11月3日に行われた「ROCK'N'ROLL SUNDAY Vol.0～pre live!」・下北沢Daisy Barで11月11日に行われた「Mr.Freddie＆The Mercury devil presents『フレディ氏と水星の悪魔』発売記念イベント」・下北沢BASEMENT BARで11月21日に行われた「Beat Happening! vol.234」内でのの子ラップと演奏シーン・渋谷O-nestで11月26日に行われた「viBirth × CINRA presents「exPoP!!!!! volume32」」の様子が連続して映される。
8. 夕方のピアノ
2009年12月11日に行われた「Public/image.FOUNDATION SPECIAL: FREE LIVE SHOW!!!」恵比寿LIQUID ROOM公演の様子。
本楽曲の前に、「ぺんてる」「学校に行きたくない[LIVE映像 3]」演奏の様子が一部映される。
このライブで、これまでの子が愛用していたギター「RKS The Wave Pinklipstick」が破壊された。
たけうちんぐの公式YouTubeにも同じ映像が投稿されている[LIVE映像 4]。
9. 渋谷LUSH公演ダイジェスト
収録曲には記載されていないが、2009年12月24日に行われた「ジュブナイルボート meets Beat Happeningのクリスマスパーティー！」渋谷LUSH公演の様子が収録されている。
途中「おっさんの夢」の原案と思われる曲を演奏している。
本DVDのジャケット写真は、このライブでパソコンを破壊した際のワンシーンを切り抜いたものである。
なお、「ポイフル」と「ロックンロールは鳴り止まないっ」のフルバージョンは、たけうちんぐの公式YouTubeで視聴することができる[LIVE映像 5][LIVE映像 6]。

#### 2010
1. 自分らしく
2010年1月22日に行われた「elephant presents『「動物園」VOL.1～あなた家にこもりすぎじゃないの？～』」新代田FEVER公演の様子。
monoが機材のスイッチを押し間違え、みさこにビンタされる様子や、の子がみさこのドラムセットを何度も蹴り、それをメンバーが止めようとする様子が映されている。
2. 渋谷O-nestダイジェスト
収録曲には記載されていないが、2010年2月18日に行われた「O-nest & DUM-DUM LLP presents「POP CITY」」渋谷O-nest公演の様子が収録されている。
前回2月8日に行われた「DIENOJI ROCK FESTIVAL 5」新宿LOFTでのの子とmonoの喧嘩、その後の2月9日に行われたRAVE PRESENTS『avant-garde vol.7』柏 616でのの子のライブ欠席を経てのライブ。
monoがの子に対して「やっぱお前がいなきゃダメなんだよ！」と言いの子が照れ気味になる様子や、の子がステージの天井にぶら下がり、降りる際にmonoのメガネに手が当たる様子などが映されている。
3. 黒いたまご
2010年2月23日に行われた「K's JAPAN Presents SMASH All Stars」代官山UNIT公演の様子。
本ライブでは「必ずギターを破壊すること」が条件となっており[5]、みさこがギターを破壊しようとし、その後の子がギターを破壊しようとするもなかなか壊れない様子が映されている。
途中、1月31日に行われた「バイナリキッド presents 『バイナリキッドVS神聖かまって ちゃん タイマンGIG！』」渋谷LUSHの様子や、3月9日に行われた「"e!! eggman live show" eggman 29th Anniversary 3DAY SPECIAL!!～100309-100311～」渋谷eggmanでの子がmonoのパーカッションの上から転倒する様子、3月11日の「MySpace Generation2010」渋谷O-east、4月4日の「『友だちを殺してまで。』発売記念インストアライブ」HMV渋谷、4月8日渋谷タワーレコードでのインストアライブでの子がパソコンを破壊する様子が挟み込まれる。
4. いくつになったら
2010年3月9日に行われた「"e!! eggman live show" eggman 29th Anniversary 3DAY SPECIAL!!～100309-100311～」渋谷eggmanの様子。
冒頭に1月31日に行われた「バイナリキッド presents 『バイナリキッドVS神聖かまって ちゃん タイマンGIG！』」渋谷LUSHでのMCの様子が映される。
途中、4月15日に行われた「『友だちを殺してまで。』リリースパーティ」渋谷屋根裏公演でのmonoのダイブ、翌日の下北沢屋根裏公演でのmonoが観客の中を歩きながら入場する様子が映される。
5. 肉魔法
2010年4月16日に行われた「『友だちを殺してまで。』リリースパーティ」下北沢屋根裏公演の様子。
6. 夕方のピアノ
2010年3月21日に行われた「ロックの学園2010」 旧神奈川県立三崎高校公演の様子。
の子が別の教室に乱入しようとし、ほかのメンバーが引きずり戻すも再度教室を出て行ってしまい、困り果てている様子が映される。
途中、5月13日に行われた「ASTRO HALL 10th ANNIVERSARY「PRIVATE LESSON」神聖かまってちゃん VS 七尾旅人」原宿アストロホールでの子が助走をしている様子が映される。
7. スピード
前半は2010年6月11日に行われた「BELL' presents "3分で幸せに なる100の方法 Vol.3"」 渋谷LUSH公演、後半は6月25日に行われた「andymori対バンツアー『結婚しようよ』」 渋谷クラブクアトロ公演の様子。
最後、9月19日に行われた「神聖かまってちゃん企画「窓辺で手紙を調弦っす。vermail」」渋谷AX公演での入場シーンが流れ、次曲へとつながる。
8. ベイビーレイニーデイリー 
2010年9月19日に行われた「神聖かまってちゃん企画「窓辺で手紙を調弦っす。vermail」」渋谷AX公演の様子。

#### 2011
1. 夜空の虫とどこまでも
収録曲には記載されていないが、2011年4月18日に行われた「神聖かまってちゃん フリーライブ全国ツアー2011」心斎橋CLUB QUATTRO公演の様子が収録されている。
2. レッツゴー武道館っ！☆
2011年4月23日に行われた「神聖かまってちゃん フリーライブ全国ツアー2011」渋谷CLUB QUATTRO公演の様子。
3. 映画
2011年5月19日に行われた「神聖かまってちゃん フリーライブ全国ツアー2011」川崎CLUB CITTA’公演の様子。
途中、5月10日に行われた名古屋CLUB QUATTRO公演の様子や、5月26日に行われた恵比寿LIQUIDROOM公演の様子が映される。
4. 死にたい季節
2011年6月13日に行われた「神聖かまってちゃん フリーライブ全国ツアー2011」福岡BEAT STATION公演の様子。
5. 即興曲
収録曲には記載されていないが、前曲と同様福岡BEAT STATION公演の様子が収録されている。
monoがトイレに行っている間に披露された、の子による即興曲。
2025年現時点で音源化はされていない。
6. ゆーれいみマン
2011年6月29日に行われた「神聖かまってちゃん フリーライブ全国ツアー2011」仙台CLUB JUNK BOX公演の様子。
7. ぺんてる
前曲と同様仙台CLUB JUNK BOX公演の様子。
の子がギターを破壊しようとし、それを劔マネージャーが止めようとする様子が映される。
観客がの子を呼びかける歓声をバックに次の曲へ移る。
8. 通学LOW
2011年10月10日に行われた「神聖かまってちゃん 26才の夏休みツアー」なんばHatch公演の様子。
冒頭前曲からの歓声をバックにの子が地震からの復興を呼びかける掲示の前で身だしなみを整える様子が映り、そのままシームレスに本曲へと繋がる。
映像は歌唱しているの子を左側から撮影している編集となっており、途中10月21日に行われた「京都BOROFESTA2011大前夜祭」KBSホール公演の様子や、11月13日に行われた同ツアーの恵比寿GARDEN HALL公演・11月20日に行われたZepp Nagoya公演・11月23日に行われた新潟The PLANET公演・11月27日に行われた広島CLUB QUATTRO公演の様子が連続的に映し出される。
9. 友達なんていらない死ね
2011年12月13日に行われた「神聖かまってちゃん 26才の夏休みツアー」新木場STUDIO COAST公演の様子。
終盤アンコールで曲をもっと演奏したいの子と、時間の都合で1曲しか演奏できないと伝えるメンバーとの間で口論となり、観客からの子に対する野次が飛ぶ中、の子とmonoが怒鳴りあいを始め、monoがの子に体当たりをしたことがきっかけで殴り合いに発展する。
スタッフが二人を引きはがすも口論はやまず、その現状に我慢できなくなったみさこが「ここでライブできるために何人の人が関わってると思ってんだよクソヤロー！！」と強くドラムのシンバルを叩く。
それを聞いたの子とみさことの間でまたも揉め合いが起こり、スタッフが「大丈夫、大丈夫」とみさこを宥める中、ドラムセットを蹴ったの子が足に怪我をし、「骨にひびが入った[注釈 3]」と言いながらスタッフに舞台裏まで運び込まれる。
monoがの子に「大丈夫か？悪かった」と心配の声をかけ、その後の子が「すいません。ちょっと病院へ」と言ったところで次の曲に移る。
なお、喧嘩後の舞台裏の様子などは、たけうちんぐの公式サイトのライブレビューに綴られている[6]。
10. 僕は頑張るよっ
2011年12月23日に行われた「神聖かまってちゃん 26才の夏休みツアー」札幌PENNYLANE24公演の様子。
みさこがドラムのテンポを間違え、再演奏する様子が映される。
11. 26才の夏休み
前曲と同様札幌PENNYLANE24公演の様子。

#### 2012
1. 2年
2012年2月24日に行われた「NEXUS presents『岡村ちゃんとかまってちゃん』」新木場STUDIO COAST公演の様子。
の子がダイブをした際に、観客の一人がの子のパーカーのフードに抹茶ようかんを入れ込む様子が映される。
2. 知恵ちゃんの聖書
2012年7月25日に行われた「LIQUIDROOM 8th ANNIVERSARY 電気グルーヴ vs 神聖かまってちゃん」恵比寿LIQUID ROOM公演の様子。
3. ちりとり
2012年9月22日に行われた「AOMORI ROCK FESTIVAL '12～夏の魔物～」青森県夜越山スキー場公演の様子。
4. 神様それではひどいなり
2012年11月12日に行われた「神聖かまってちゃん5th NEW ALBUM『楽しいね』全曲試聴会 & ～夏だ!花火だ!神聖かまってちゃんだ!～ ねこねこインターネットツアー前夜祭in渋谷屋根裏」の様子。
ちばぎんがスケキヨマスクを被ったり、の子が全裸でギターを演奏し、そのままダイブする様子が映されている。
5. 聖マリ
前半は2012年11月28日に行われた「VOICE FES 2012」Zepp DiverCity TOKYO公演、後半は12月26日に行われた「KING BROTHERS PRESENTS 喧嘩記念日「神か悪魔か!? 死の奥義を見よ!! 編」」恵比寿LIQUID ROOM公演の様子。
6. 熱いハートがそうさせないよ
前曲と同様恵比寿LIQUID ROOM公演の様子。

#### 2013～ENDING
1. 夜空の虫とどこまでも
2013年2月15日に行われた「～夏だ!花火だ!神聖かまってちゃんだ!～ ねこねこインターネットツアー 後夜祭」渋谷AX公演の様子。
冒頭1月5日に行われた「～夏だ!花火だ!神聖かまってちゃんだ!～ ねこねこインターネットツアー」Zepp Divercity Tokyo公演でのMCで、monoが3月16日に結婚式を行う発表をする様子が映される。
2. あるてぃめっとレイザー！
2013年2月21日に行われた「SHINJUKU LOFT×ROOFTOP presents「JUN TOGAWA GOES ON」 戸川純 vs 神聖かまってちゃん」新宿LOFT公演の様子。
3. マイスリー全部ゆめ
2013年9月1日に行われた「神聖かまってちゃんpresents『聖誕5周年!!熱血HipHopツアー』」新木場STUDIO COAST公演の様子。
冒頭いきなりの子がギターを投げ飛ばすところから始まる。
たけうちんぐの公式YouTubeにも、同ライブの「マイスリー全部ゆめ」が投稿されているが、DVDに収録されているものとは若干カメラワークが異なっている[LIVE映像 7]。
4. 仲間を探したい
2013年10月14日に行われた「ロリータ18号 結成25周年記念ツアー "PUNK or DIE!!!"」下北沢SHELTER公演の様子。
たけうちんぐの公式YouTubeにも、同じ映像が投稿されている[LIVE映像 8]。
5. 建物んちの君
2013年12月3日に行われた「DUM-DUM LLP presents『Kill your T.V. 』Premium Show」代官山UNIT公演の様子。
終盤途切れ途切れに12月23日に行われた「unBORDE Xmas PARTY 2013」EX THEATER ROPPONGI公演の入場シーンが映される。
6. ベイビーレイニーデイリー
2013年12月23日に行われた「unBORDE Xmas PARTY 2013」EX THEATER ROPPONGI公演の様子。
1番のみの収録で、途切れなく次曲に切り替わる。
7. 怒鳴るゆめ
前曲と同様EX THEATER ROPPONGI公演の様子。
途中から、本DVD7曲目に収録されている2009年10月24日に渋谷LUSHで演奏された「怒鳴るゆめ」の映像が、小さなライブハウスで演奏していた過去と観客がたくさん入った大きな会場で演奏している現在の様子を比較するように差し込まれる。
最後は音声も2009年のライブに切り替わり、の子がメンバーに「全然だめじゃねーかクソがよ」と言う場面で最後の曲に移る。
8. ロックンロールは鳴り止まないっ
2014年2月1日に行われた「BAYCAMP 201402」川崎CLUB CITTA'公演の様子。
過去に行われた様々なライブの映像が次々と流れる。
最後にの子がギターを投げ捨てた後「神聖かまってちゃん」のロゴが映り、演奏が終了したところでスタッフロールが流れはじめる。
最後にの子が「インターネットでまた会おうぜ」と言ったところでDISC1が終了する。

## [Disc.2] ドキュメンタリー 2009-2013収録内容
| #         | タイトル                                | 作詞   | 作曲・編曲 | 時間  |
| --------- | --------------------------------------- | ------ | ---------- | ----- |
| 1.        | 「ちりとり」                            |        |            | 2:42  |
| 2.        | 「記録映像１」                          |        |            | 3:58  |
| 3.        | 「記録映像2」                           |        |            | 2:23  |
| 4.        | 「記録映像3」                           |        |            | 3:19  |
| 5.        | 「無断路上ライブ」                      |        |            | 0:33  |
| 6.        | 「ロックンロールは鳴り止まないっ」      |        |            | 5:09  |
| 7.        | 「記録映像4」                           |        |            | 4:00  |
| 8.        | 「ねこラジ・記録映像5」                 |        |            | 2:53  |
| 9.        | 「記録映像6」                           |        |            | 6:23  |
| 10.       | 「記録映像7」                           |        |            | 1:18  |
| 11.       | 「ぺんてる・記録映像8」                 |        |            | 9:03  |
| 12.       | 「記録映像9・あるてぃめっとレイザー!」  |        |            | 4:34  |
| 13.       | 「記録映像10」                          |        |            | 3:04  |
| 14.       | 「記録映像11」                          |        |            | 2:18  |
| 15.       | 「記録映像12」                          |        |            | 12:16 |
| 16.       | 「ちりとり・スピード（全裸）」          |        |            | 3:50  |
| 17.       | 「記録映像13・あるてぃめっとレイザー!」 |        |            | 9:09  |
| 18.       | 「いかれたNeet」                        |        |            | 6:52  |
| 19.       | 「ちりとり」                            |        |            | 5:17  |
| 20.       | 「記録映像14」                          |        |            | 9:44  |
| 21.       | 「ごめんね」(エンドロール)              |        |            | 2:13  |
| 合計時間: | 合計時間:                               | 100:58 |            |       |

## [Disc.3] 東京キネマ倶楽部ワンマンライブ2013.11.29収録内容
| #         | タイトル                                 | 作詞   | 作曲・編曲 | 時間  |
| --------- | ---------------------------------------- | ------ | ---------- | ----- |
| 1.        | 「OPENING」                              |        |            | 1:04  |
| 2.        | 「コンクリートの向こう側へ」             |        |            | 3:34  |
| 3.        | 「ねこラジ」                             |        |            | 3:50  |
| 4.        | 「美ちなる方へ」                         |        |            | 6:20  |
| 5.        | 「ゆーれいみマン」                       |        |            | 5:34  |
| 6.        | 「あるてぃめっとレイザー！」             |        |            | 5:09  |
| 7.        | 「夕方のピアノ」                         |        |            | 6:43  |
| 8.        | 「算数の先生」                           |        |            | 10:51 |
| 9.        | 「ロボットノ夜」                         |        |            | 6:14  |
| 10.       | 「僕のHipHop」                           |        |            | 6:21  |
| 11.       | 「夜空の虫とどこまでも」                 |        |            | 5:24  |
| 12.       | 「黒いたまご」                           |        |            | 6:27  |
| 13.       | 「自分らしく」                           |        |            | 7:03  |
| 14.       | 「ロックンロールは鳴り止まないっ」       |        |            | 7:43  |
| 15.       | 「躁鬱電池メンタル」                     |        |            | 5:36  |
| 16.       | 「ベイビーレイニーデイリー」             |        |            | 7:11  |
| 17.       | 「花ちゃんはリスかっ！」                 |        |            | 5:45  |
| 18.       | 「ちりとり」                             |        |            | 6:12  |
| 19.       | 「怒鳴るゆめ」(アンコール)               |        |            | 9:05  |
| 20.       | 「23才の夏休み」(アンコール)             |        |            | 5:30  |
| 21.       | 「マイスリー全部ゆめ」(アンコール)       |        |            | 9:33  |
| 22.       | 「学校に行きたくない」(ダブルアンコール) |        |            | 6:54  |
| 合計時間: | 合計時間:                                | 138:03 |            |       |

## 演奏者
神聖かまってちゃん
- mono - キーボード、MC
- の子 - ボーカル、ギター、キーボード、プログラミング
- ちばぎん - ベース、コーラス
- みさこ - ドラムス

サポートメンバー
- はぎやまきお- エンジニア
- 成井幹子（sgt.） - ヴァイオリン
- 柴由佳子（チーナ） - ヴァイオリン
- 宮崎隼人 - ヴァイオリン
- イガキアキコ - ヴァイオリン